# Ligne Richmond Hill
La ligne de Richmond Hill est une des sept lignes de train de banlieue du réseau GO Transit à Toronto en Ontario. Son terminus sud est à la Gare Union de Toronto, et son terminus nord se trouve à Richmond Hill. Il y a des connexions aux autobus (Go Transit, Toronto Transit Commission, et York Region Transit) à partir de presque toutes les gares.

## Gares
- Union Station
- Oriole
- Old Cummer
- Langstaff
- Richmond Hill
- Gormley
- Bloomington